# 선택 편향
선택 편향(영어: selection bias) 또는 선택적 보고(영어: selective reporting)는 표본을 사전 또는 사후 선택함에 따라 통계 분석을 왜곡하는 오류다. 일반적으로 이것은 통계적 유의성의 척도를 실제보다 더 크게 나타나도록 만든다. 그러나 그것은 완전히 허구적인 결과를 낼 수도 있다. 선택 편향은 자료를 직접 조작하는 과학적 사기의 결과이기도 하지만, 대체로 무의식적인 조작이나 관찰 도구의 편향에 따른 것이다. 예컨대 천문학적 관찰에서 파란 은하가 빨간 은하보다 더 잘 발견되는데, 대부분의 관찰 도구가 파란색에 더 민감하기 때문이다.

## 예
선택 편향의 예로 다음과 같은 것들이 있다.

### 공간
- 계열의 극단점을 고른다. 예를 들어, 주장하는 경향을 강조하려고 비정상적으로 낮은 값을 보인 시점에서 시작해서 높은 시점에서 끝낼 수 있다.
- 원하는 결론을 지지하는 결과가 나왔을 때 시행을 일찍 끝내버리는 경우
- 한 시행이 극단 값에서 일찍 끝날 수 있다. 모든 변수가 비슷한 평균을 가지더라도 극단 값은 분산이 큰 변수에 의해 나타날 수 있다. 따라서 분산이 큰 변수의 평균은 과추정된다.
- 자료를 부분들의 내용에 대한 지식을 가지고 나눈 다음, 무선적으로 나눈 경우에 맞춰 설계된 테스트로 분석할 경우

### 자료
- 이미 보편적으로 확립된 기준이 아니라 임의적 기준으로 '나쁜' 자료를 걸러낼 때

### 실험참여자
- 실험참여자를 미리 걸러내거나 특정한 집단에서 자원자를 뽑는 경우. 예) 담배가 몸매에 나쁜 영향을 미치지 않는다는 걸 증명하기 위해 헬스클럽에서 자원자를 뽑는 데 흡연자는 고급 에어로빅반에서 뽑고 비흡연자는 체중감량과정에서 뽑는 경우.
- 실험을 끝까지 하지 못한 참여자의 자료를 빼는 경우. 예컨대 체중감량 프로그램에서 연구자는 중도 포기한 참여자의 자료를 제외할 수 있다. 그러나 중도 포기한 참여자의 대부분은 체중감량 프로그램이 효과가 없는 사람들이다.

### 연구
- 메타 분석에 포함시킬 연구를 선택하는 경우
- 반복 실험을 수행하고 마음에 드는 결과만 보고하는 경우(아마도 다른 실험 자료에는 "조정 실험", "도구 오류" 또는 "사전 조사" 따위로 딱지를 다시 붙일 것이다.)

## 같이 보기
- 흑고니 이론
- 체리 피킹
- 선택적 노출 이론
- 자기실현적 예언